# Primula acaulis subsp. acaulis
Primula acaulis subsp. acaulis é uma subespécie de planta com flor pertencente à família Primulaceae. 
A autoridade científica da subespécie é (L.) L., tendo sido publicada em Fl. Angl. 12 (1754).
Os seus nomes comuns são barral, copinhos-de-leite, flor-da-doutrina, pão-de-leite, pão-e-queijo, páscoas, primavera, primaveras, prímula, qeijadinho ou rosas-de-páscoa.

## Portugal
Trata-se de uma subespécie presente no território português, nomeadamente em Portugal Continental.
Em termos de naturalidade é nativa da região atrás indicada.

## Protecção
Não se encontra protegida por legislação portuguesa ou da Comunidade Europeia.